# الجيب الوتدي الجداري
الجَيبْ الوَتَدي الجِداريْ (بِالإِنْجلِيزية: Sphenoparietal sinus) هُوَ جيب أو فتح موجودة في عظام الجمجمة وَ تَتصل مع ثُقوب الأنِف المَوجُوَدْة فِي الأم الجافية (وهو غشاء خارجي الوريد الكهفي (الجيوب الكهفية) يوجد على جانب الغدة النخامية من كل جانب اي ان هناك وريدين كهفيين في الجمجمة يقع كل منهما على جهة من السرج التركي، وبهذا فهما يقعان أيضا على جانبي الغدة النخامية.